# Quận XIX, Budapest
Quận XIX, Budapest là một quận thuộc hạt főváros, Hungary. Quận này có diện tích 9,38 km², dân số năm 2010 là 61726 người, mật độ 6581 người/km².